# Juan de Torrezar Díaz Pimienta
Juan de Torrezar Díaz Pimienta, chiamato a volte Torrezal (... – Bogotà, 11 giugno 1782), è stato un generale ed amministratore coloniale spagnolo.
Fu per due volte governatore di Cartagena de Indias, dopodiché fu promosso a viceré della Nuova Granada.

## Inizi
Era brigadiere dell'esercito reale e cavaliere dell'Ordine di Carlo III. Nel 1779 fu promosso a maresciallo di campo. Fu governatore della provincia di Cartagena per due volte, dal 12 maggio 1774 al 14 settembre 1780, e dal 1º maggio 1781 al 21 aprile 1782.
Durante il suo governo il tenente Antonio de Latorre fondò 43 nuovi pueblo in cui si insediarono 41000 coloni. Uno di questi era Montería.

## Viceré della Nuova Granada
Assunse l'incarico il 1º aprile 1782, mentre ancora si trovava a Cartagena. Prima di abbandonare la città annunciò un'amnistia generale per coloro che erano accusati della rivolta dei Comuneros. Il 21 aprile lasciò Cartagena per spostarsi a Santafé de Bogotá, capitale del vicereame. Era già vecchio ed infermo, nonostante avesse da poco sposato una diciassettenne nativa di Cartagena, Maríade Salas. Il predecessore, Manuel Antonio Flores, popolare viceré che aveva servito per 11 anni, sembrava essere stato costretto a dare le dimissioni da José de Gálvez, ministro delle Indie in Spagna, e da Antonio Caballero y Góngora, arcivescovo di Bogotà.
Torrezal Díaz fu ricevuto lungo la strada ad Honda dall'arcivescovo Caballero y Góngora. Si tenne un grande banchetto in suo onore. Si disse che l'arcivescovo, presente al banchetto, non mangiò. Torrezal Díaz però lo fece. Giunse nella capitale una settimana dopo, il 7 giugno. Era molto malato, e morì agonizzando quattro giorni dopo il suo arrivo. Alcuni ritennero che fosse stato avvelenato dall'arcivescovo. I resoconti ufficiali parlano di morte dovuta ad infezione. Un documento reale sigillato, aperto dopo la morte del viceré, indicava l'arcivescovo Caballero y Góngora come suo rimpiazzo.